# Macedo de Cavaleiros (freguesia)
Macedo de Cavaleiros es una freguesia portuguesa del municipio de Macedo de Cavaleiros, con 15,34 km² de superficie y 6.087 habitantes (2001). Su densidad de población es de 396,8 hab/km².